# Gagea caroli-kochii
Gagea caroli-kochii är en liljeväxtart som beskrevs av Aleksandr Alfonsovitj Grossgejm. Gagea caroli-kochii ingår i Vårlökssläktet och i familjen liljeväxter. Inga underarter finns listade.